# 滋賀県道210号五個荘停車場線
滋賀県道210号五個荘停車場線（しがけんどう210ごう ごかしょうていしゃじょうせん）は、滋賀県東近江市を通る一般県道である。

## 概要
東近江市五個荘小幡町から東近江市宮荘町に至る。
宮荘交差点付近を除いて全線が離合困難な狭路である。この辺りは近江商人発祥の地であり、宮荘交点からそのまま北西へ0.5 kmほど進むと東近江市五個荘近江商人屋敷藤井彦四郎邸がある。

### 路線データ
- 起点：東近江市五個荘小幡町（近江鉄道本線 五箇荘駅前）
- 終点：東近江市宮荘町（宮荘交差点、国道8号交点）
- 総延長：0.4 km

## 地理

### 通過する自治体
- 東近江市

### 交差する道路
| 交差する道路     | 交差する場所 | 交差する場所      |
| ---------------- | ------------ | ----------------- |
| 国道8号 旧中山道 | 宮荘町       | 宮荘交差点 / 終点 |

### 沿線
- 近江鉄道本線 五箇荘駅
- 小幡公会堂
- 山王神社
- 長宝寺